# 부차 전투 (2022년)
부차 전투는 부차 (우크라이나)시를 장악하기 위한 러시아의 우크라이나 침공에 대한 키이우 공세의 일부였다. 전투원은 러시아군과 우크라이나 육군 소속이었다. 전투는 2022년 2월 27일부터 3월 31일까지 지속되었으며 러시아군의 철수로 끝났다. 이 전투는 우크라이나의 수도인 키이우를 포위하기 위한 대규모 전술의 일부였다.
우크라이나군은 수도 서부 교외 이르핀, 부차, 호스토멜에서 러시아군의 진격에 저항했다. 부차는 키이우 주정부가 키이우주에서 가장 위험한 장소로 지정한 장소 중 하나였다. 러시아군이 부차에서 철수하고 우크라이나군이 도시의 통제권을 되찾은 후, 러시아군이 자행한 잔혹 행위에 대한 보고가 국제적인 관심을 끌었다.